# Zentrales Arbeitslager Sikawa

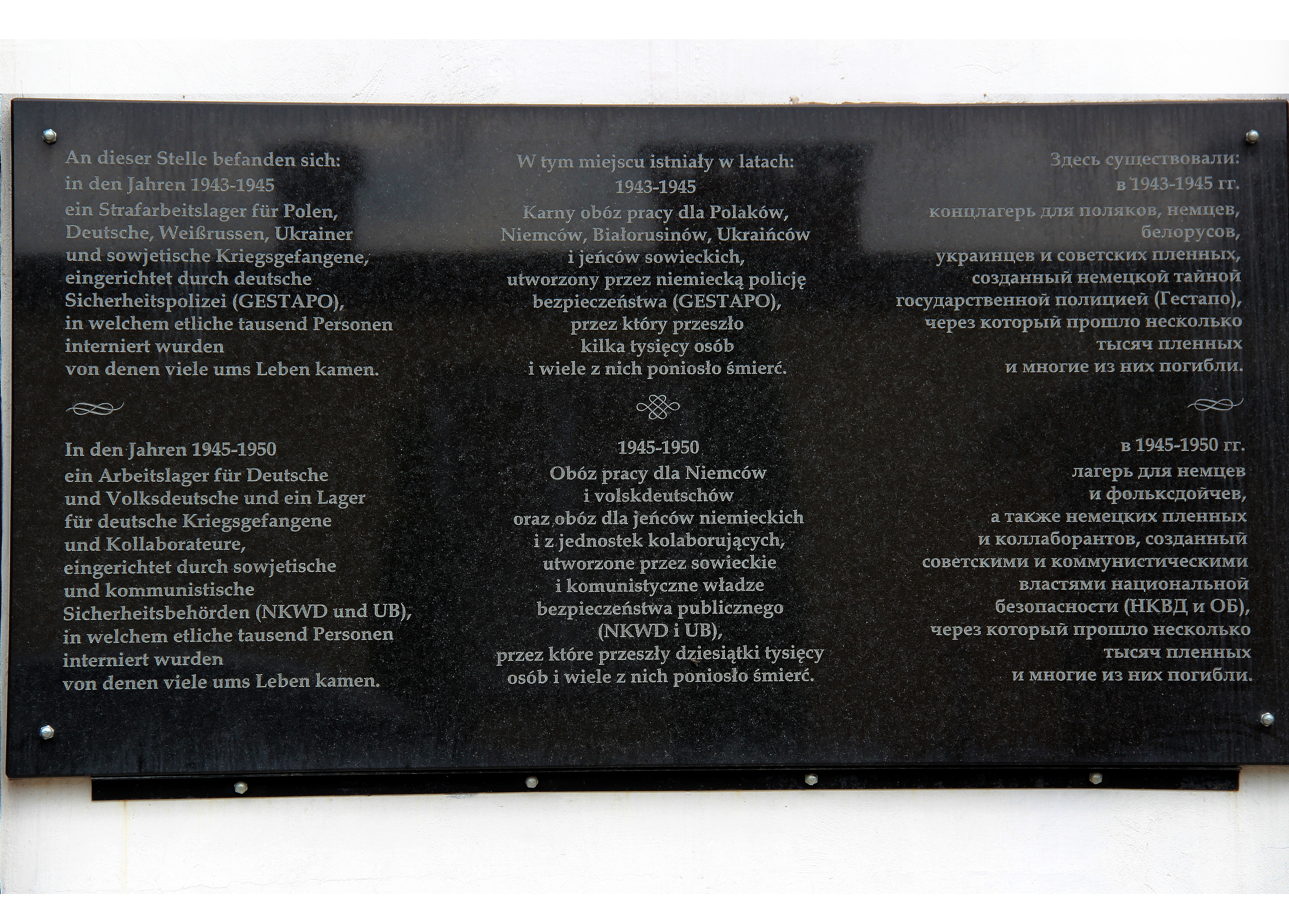
Hinweistafel an der Mauer des Gefängnisses Sikawa Lodz

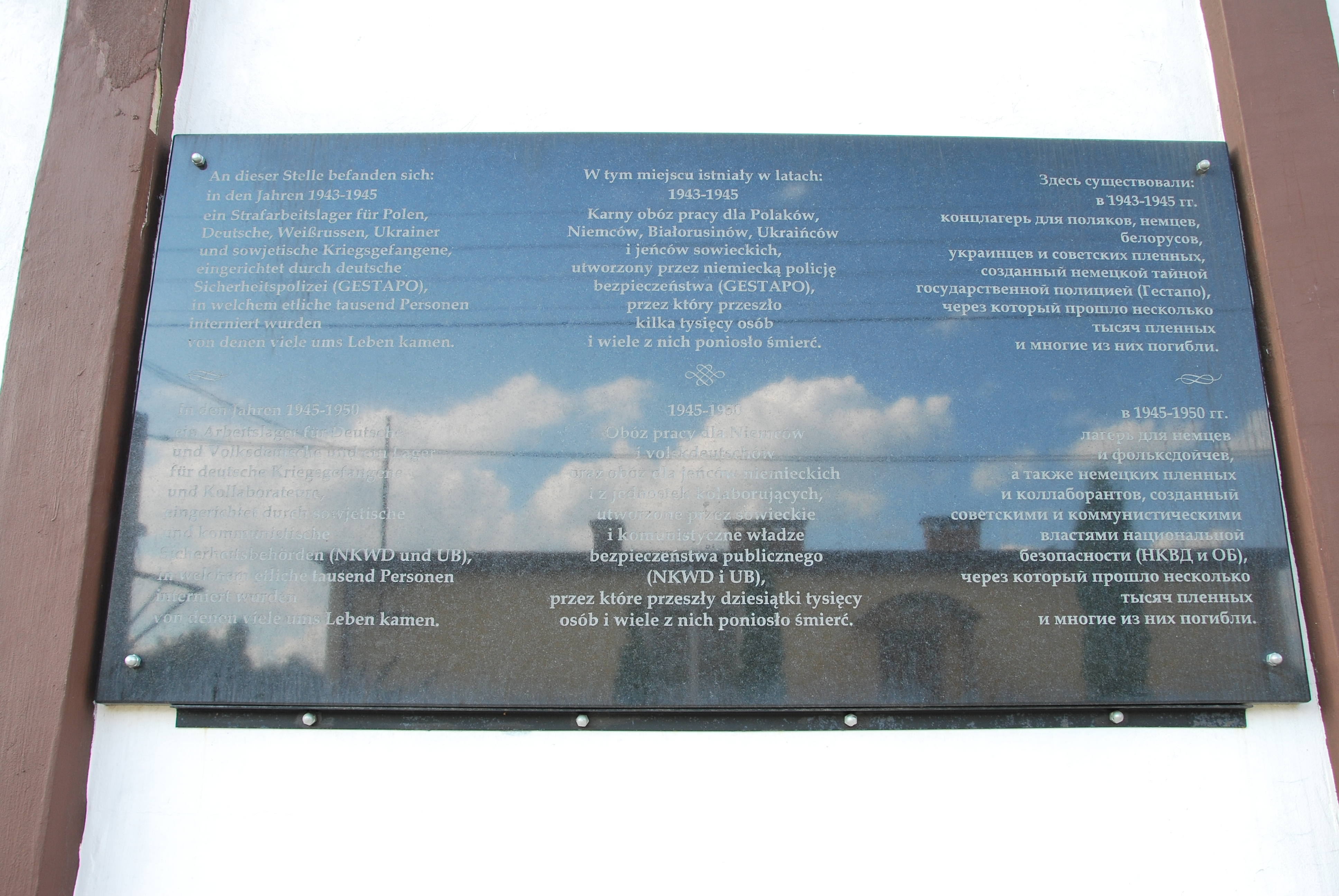
Hinweistafel zur Historie des Lagers Sikawa an der Frontseite des heutigen Gefängnisses auf dem Gelände

Das Zentrale Arbeitslager Sikawa bei Łódź in Polen wurde 1945 auf dem Gelände des vorherigen Arbeitserziehungslagers Litzmannstadt eingerichtet. Von 1945 bis 1948 wurden hier tausende Deutsche, überwiegend Volksdeutsche, interniert und zur Arbeit verpflichtet. Das Lager lag östlich des Stadtzentrums von Łódź im Stadtteil Widzew im Stadtviertel Sikawa.

## 1943 bis 1945
Von 1943 bis zum Einmarsch der Roten Armee im Januar 1945 bestand an gleicher Stelle das Straf- bzw. Arbeitserziehungslager Litzmannstadt, in dem die nationalsozialistische Besatzungsmacht als „arbeitsscheu“ geltende polnische Zwangsarbeiter interniert hatte.

## 1945 bis 1950: Arbeitslager für Deutsche
Das Lager wurde Anfang 1945, gleich nach dem Einmarsch der Roten Armee, zunächst in ein Sammellager für deutsche Männer, die in die Sowjetunion deportiert werden sollten, umgewandelt. Durch die Deportation der arbeitsfähigen Insassen leerte sich das Lager wieder, Arbeitsunfähige wurden zunächst entlassen.
Vom Frühjahr 1945 an wurden Männer und Frauen aller Altersstufen unabhängig von ihrer Arbeitsfähigkeit interniert. Männer, Frauen, Kriegsgefangene und auch Kinder waren getrennt voneinander untergebracht. Kinder unter 13 Jahren trennte man von ihren Eltern und brachte sie in Kinderheimen unter. Kinder, die sich nicht für eine Polonisierung eigneten, sollten ausgewiesen werden, die anderen in Polen bleiben.
Im Frühjahr 1945 sollen bereits mehr als 3000 Personen im Lager interniert gewesen sein, die meisten von ihnen waren Angehörige der in der Region ansässigen deutschen Minderheit. In den folgenden Monaten stieg die Zahl der Häftlinge erheblich an, wobei die arbeitsfähigen Insassen einzeln oder in Kolonnen außerhalb des Lagers zur Zwangsarbeit eingesetzt wurden. Die Häftlinge erhielten dabei keinerlei Lohn, es musste nur eine Mietgebühr an die Lagerleitung entrichtet werden. Diese lag bei etwa 10 % des Lohns für einen polnischen Arbeiter bzw. betrug 8 Złoty, zu einem anderen Zeitpunkt 30 Złoty.
Die schlechten Bedingungen im Lager hatten zur Folge, dass sehr viele Menschen an Hunger, Seuchen, fehlender ärztlicher Behandlung und Misshandlungen starben, vor allen Dingen Alte, Kranke und Kinder. Insgesamt sollen es, nach Angaben des Bundesarchivs, von 1945 bis 1948 etwa 5000 Tote gewesen sein, die in Massengräbern in einer Grube hinter dem Lager und bei der Mühle in Sikawa verscharrt wurden. Zeitzeugenberichte nennen auch deutlich höhere Zahlen, so sollen allein in einer Schlucht hinter dem Lager (wohl die oben erwähnte „Grube“) 8000 bis 11.000 Leichen vergraben worden sein. Neben den vielfach überlieferten körperlichen Misshandlungen wird vereinzelt auch davon berichtet, dass tödliche Injektionen verabreicht wurden.
Am 7. Januar 1946 durfte ein Transport mit alten und kranken Menschen das Lager verlassen. Vier Tage später trafen 2400 Personen in Brandenburg an der Havel ein, von denen viele gleich in Krankenhausbehandlung kamen.
Ende 1948 wurde das Arbeitslager aufgelöst. Zu diesem Zeitpunkt sollen noch etwa 8000 Männer und Frauen interniert gewesen sein. Aber auch im Jahr 1949 wurden hier noch zahlreiche Transporte nach Deutschland mit je durchschnittlich 2000 Deutschen zusammengestellt.
Im November 1948 wurde im Lager ein Kriegsgefangenenlager für deutsche Offiziere eingerichtet; die hier internierten Offiziere mussten nicht außerhalb des Lagers arbeiten.

### Zahlen
Die untenstehenden Zahlen sind lückenhaft und ergeben kein einheitliches Bild. Möglicherweise liegt das daran, dass zum Teil nicht alle Lagerinsassen erfasst wurden (so könnten z. B. die Kriegsgefangenen gesondert erfasst worden sein) oder dass die jeweils auf Arbeitseinsätzen befindlichen Personen nicht gezählt wurden. Durch die Arbeitseinsätze war die Zahl der Insassen erheblichen Schwankungen unterworfen.
| Zeitpunkt             | Zahl der Lagerinsassen     | Andere Zahlen                                             | Herkunft der Angaben                                          | Bemerkungen                                                                                  |
| --------------------- | -------------------------- | --------------------------------------------------------- | ------------------------------------------------------------- | -------------------------------------------------------------------------------------------- |
| Frühjahr 1945         | 3000                       |                                                           | unklar                                                        |                                                                                              |
| Spätsommer 1945?      |                            | „Zehntausende Menschen sollte diese Barackenstadt fassen“ | aus den Lebenserinnerungen der Gymnasiallehrerin Silvia Waade |                                                                                              |
| September 1945        | 937                        |                                                           | Statistik des Sicherheitsdienstes                             | 864 Volksdeutsche der Klasse 2, 70 Volksdeutsche der Klassen 3 und 4 sowie 3 „Privilegierte“ |
| Ende 1945/Anfang 1946 | über 3000                  |                                                           | aus einem Zeitzeugenbericht                                   |                                                                                              |
| im Zeitraum 1945–1946 | 3000-35.000                |                                                           | Angaben nach unterschiedlichen Quellen                        |                                                                                              |
| Ende 1948             | ca. 8000 Männer und Frauen |                                                           | Bericht des Bundesarchivs                                     | bei Liquidierung des Arbeitslagers                                                           |
| 7. Januar 1946        |                            | über 2400 alte und kranke Menschen wurden entlassen       | unklar                                                        |                                                                                              |
| 1945–1948             |                            | ca. 5000 Tote                                             | Bericht des Bundesarchivs                                     |                                                                                              |
| unklar                | 1300                       | etwa 800 im Lager Verstorbene                             | unklar                                                        | 700 Männer und 600 Frauen                                                                    |

### Juristische Aufarbeitung
Staatsanwälte des Instituts für Nationales Gedenken (IPN) ermitteln wegen „verschiedener Formen der Quälerei von Personen, die von 1945 bis Dezember 1947 im Arbeitslager in Łódź-Sikawa eingesessen haben, wie Schlagen und Verletzung der persönlichen körperlichen Unversehrtheit durch Funktionäre der Sicherheitsorgane, die das Lager zu überwachen hatten.“

## Nach 1950: Lager für Polen und Untersuchungsgefängnis der Stadt Łódź
Ab Dezember 1950 war das Lager nur noch für Polen bestimmt. Von 1950 bis 1951 diente es außerdem als Untersuchungsgefängnis der Stadt Łódź. An der Stelle des Lagers befindet sich mittlerweile das Zuchthaus Nr. 1 (Zakład Karny nr 1) mit der Adresse Beskidzka 54, Łódź.